# Tipo-Tipo
Tipo-Tipo (Bayan ng Tipo-Tipo, Basilan) är en kommun i Filippinerna. Kommunen ligger på ön Basilan, och tillhör provinsen Basilan. Folkmängden uppgår till 19 163 invånare år 2015.
Tipo-Tipo är indelat i 11 barangayer.